# Silver Bridge (Ohio et Virginie-Occidentale)
Pour les articles homonymes, voir Silver Bridge.

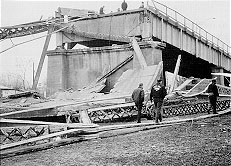
Le Silver Bridge après son effondrement, vu de l'Ohio.

Le Silver Bridge, ainsi nommé pour sa peinture aluminium, est un ancien pont suspendu établi sur l'Ohio en 1928, effondré en 1967. Le pont reliait Point Pleasant (Virginie-Occidentale) à Gallipolis (Ohio). Il était parallèle au pont de chemin de fer encore existant, Point Pleasant Rail Bridge (en).

## Effondrement
Le 15 décembre 1967, le Silver Bridge s'effondra alors qu'il était encombré par le trafic à l'heure de pointe, provoquant la mort de 46 personnes. 
L'examen des débris révéla que la cause de l'effondrement était la défaillance d'une seule des barres à œil (en) de sa suspension à chaînes, due à un défaut à peine profond de 0,1 pouce (2,54 millimètres) et au caractère « non-redondant » de la suspension : à pleine charge, la rupture d'une seule barre pouvait causer l'effondrement de l'ensemble de la structure. Le pont avait été calculé pour un trafic réduit de véhicules légers, à une époque où les voitures les plus courantes étaient des Ford Model T, non pour les embouteillages de voitures et camions beaucoup plus lourds de la seconde moitié du XXe siècle.
Le pont a été remplacé en 1969 par le Silver Memorial Bridge, construit plus au sud.
L'effondrement de ce pont est le point de départ de la série de bande dessinée Irons.